# Ampelocissus africana
Ampelocissus africana — вид квіткових рослин з родини виноградових (Vitaceae). Ареал охоплює такі країни: Бенін, Бурунді, Центральноафриканська Республіка, Кот-д'Івуар, Кенія, Малаві, Мозамбік, Нігерія, Танзанія, Уганда, Замбія та Зімбабве.

## Середовище
Зустрічається від рівня моря до 1540 метрів над рівнем моря. Цей вид є вусиковою виткою рослиною, яка також повзає по землі та низьких чагарниках, заввишки до 3 метрів. Росте в прибережних лісах, пальмових лісах, саванних лісах відкритих лісах Brachystegia на червоному піщаному суглинку, лісах міомбо, змішаних листяних лісах, трав'янистих заростях, на пагорбовому кам'янистому ґрунті, лісистих трав'янистих заростях, прибережних заростях на кам'янистій місцевості, вторинній рослинності придорожніх територій, чагарниках. Майже по всьому ареалу поширення Ampelocissus africana існують загрози для його середовища існування.

## Використання
Його плоди їстівні, а бульби можна нарізати та змішати з водою, щоб використовувати як компрес для зменшення набряків. Коріння варять і п'ють при болях у шлунку.